# Alfonso Morales Villela
Gilberto Alfonso Morales Villela (Huetamo, Michoacán-Ciudad de México, 17 de diciembre de 2020), más conocido como el Doctor Alfonso Morales, fue un periodista y cronista deportivo, reconocido por su trabajo en el mundo de la lucha libre mexicana y el boxeo. Trabajó para Televisa, el CMLL, La AAA y la cadena TUDN. Debido a sus 40 años de trayectoria en la lucha libre fue homenajeado por Televisa en la Arena Coliseo e introducido al Salón de la Fama de la AAA en 2018.

## Trayectoria
Alfonso Morales realizó estudios en medicina y psiquiatría, de los cuales se tituló de la Universidad Nacional Autónoma de México. Debido a esto se le solían denominar como el Doctor Alfonso Morales en los medios de comunicación.
Su carrera empezó en Canal 11 en la década de los 80, cuando lo mandaron a cubrir "de manera accidental", la pelea de boxeo de Carlos Palomino, contra Wilfredo Benítez, cuando se enfocó en el boxeo y la lucha libre, según sus propias palabras. Durante su trayectoria como cronista deportivo, tuvo relación con luchadores como El Cavernario Galindo, El Santo, Blue Demon. 
En 1980 llegó a Televisa, donde se enfocó en la lucha libre profesional. Durante la década de los 90, Alfonso Morales compartió micrófonos junto a Arturo Rivera, para narrar las funciones de la lucha libre en el Consejo Mundial de la Lucha Libre y la Triple A. Sin embargo, después de que esta cadena de televisión dejó de transmitir la lucha libre, el narrador mexicano dejó de estar en la televisión. A partir de 2016 dejó de pertenecer a la televisora de San Ángel. Fue incorporado al Salón de la Fama Lucha Libre AAA Worldwide en el año 2018. En 2019 el Gobierno de Michoacán le entregó un reconocimiento por su carrera destacada dentro del periodismo y la comunicación.

## Relación con Tinieblas
En su trayectoria como narrador deportivo se creó el rumor de que Alfonso Morales y el luchador Tinieblas, eran la misma persona pues sus compañeros de micrófono comentaban que cuando coincidían las funciones y Tinieblas salía a luchar, Alfonso desaparecía.
Ambos personajes alimentaban dicha creencia, pues en una ocasión dejó caer una máscara de Tinieblas de forma intencional, la cual le había dado el luchador. Debido a esta situación, todos comenzaron a señalar que se trataban de la misma persona, aunque él siempre lo negó. A su vez, Tinieblas, también alimentó el mito, pues se llegó a retratar con batas e instrumentos de medicina, haciendo alusión a la otra profesión que desempeñaba Alfonso Morales.

## Campeonatos y logros
- Lucha Libre AAA Worldwide
  - Salón de la Fama AAA (2018)